# Karol Waligórski
Karol Waligórski – dziennikarz, publicysta, w okresie II Rzeczypospolitej, prezydent miasta Kowla.

## Życiorys
Był dziennikarzem i publicystą. Został redaktorem powołanego w 1917 w Kijowie pisma „Gazeta Narodowa” (wraz z nim m.in. redaktor naczelny Zenon Pietkiewicz, Henryk Ułaszyn). Po odzyskaniu przez Polskę niepodległości pełnił urząd prezydenta miasta Kowla. W 1927 został członkiem Okręgowej Komisji Wyborczej nr 56 w Kowlu. Był właścicielem składu wyrobów metalowych.
2 maja 1924 został odznaczony Krzyżem Kawalerskim Orderu Odrodzenia Polski „w uznaniu zasług, położonych dla Rzeczypospolitej Polskiej na polu pracy społecznej”.